# Colonialité du genre
La colonialité du genre est un concept forgé par la philosophe féministe argentine Maria Lugones (2007, 2010), inspiré par celui de colonialité du pouvoir (Aníbal Quijano, 2000), pour interroger l'universalisme et l'eurocentrisme du système de genre occidental. Lugones explique que les catégories de genre n'étaient pas forcément structurantes pour les sociétés précoloniales, et que les systèmes de genre étaient différents de celui occidental, capitaliste, patriarcal et hétéronormatif qui a été imposé à ces sociétés à travers la colonisation. Selon elle, des sociétés gynocratiques ou égalitaires ont été transformées en sociétés patriarcales, en même temps qu'elles ont été dominées par les populations occidentales. Cela aboutit à une invisibilisation des femmes colonisées.

## Conceptualisation

### La colonialité du pouvoir
Pour le sociologue péruvien Aníbal Quijano, toute lutte de pouvoir vise le contrôle quatre éléments essentiels : « le sexe, le travail, l'autorité collective et la subjectivité/intersubjectivité, leurs ressources et leurs produits ». La colonialité du pouvoir a créé de nouvelles identités sociales culturelles, en catégorisant et classant la population mondiale selon le prisme de race. Ces identités se sont imposées sur l'ensemble de la planète à la suite de la colonisation. Cependant, la colonialité ne se limite pas à une catégorisation en races : elle va plus loin et englobe tous les domaines de l'existence humaine. Autrement dit, « tout contrôle sur le sexe, la subjectivité, l’autorité et le travail s’articule autour de cet axe ».
Le capitalisme a renforcé cet aspect : afin de pouvoir compter et contrôler les populations, le capitalisme a poussé à naturaliser les identités (de race ou de genre) et à les opposer entre « supérieur et inférieur, rationnel et irrationnel, primitif et civilisé, traditionnel et moderne » - l'Europe étant considérée comme la civilisation la plus avancée. Cette vision du monde a profondément marqué les savoirs et les connaissances produites.

### L'imposition du système de genre occidental

#### Le système de genre occidental
Dans son concept de colonialité du pouvoir, Quijano décrit les relations de genre au sein de ce système comme étant un accès libre, sexuellement parlant, pour les hommes « blancs  » aux femmes « noires » (en particulier les esclaves) : les hommes (blancs) contrôlent et les femmes (noires ou de couleur) sont des ressources. Lugones se montre critique de cette classification, qui repose sur une différenciation biologique binaire entre hommes et femmes et présuppose l'hétérosexualité et le patriarcat. Pour Lugones, « le dimorphisme biologique, la dichotomie homme/femme, l’hétérosexualisme et le patriarcat sont inscrits en majuscules et de façon hégémonique dans la signification même du genre » portée par la vision occidentale, mais ce n'est pas une représentation universelle.
Toutes les cultures précoloniales n'étaient pas forcément structurées dans une vision binaire du genre. et des personnes intersexuées y étaient reconnues. De même, certaines sociétés autochtones d'Amérique comprenaient un troisième genre, et concevaient le genre sur une base égalitaire ou bien étaient matriarcales.

#### L'exemple de la société Yoruba
La colonisation et le capitalisme ont introduit « des différentiels de genre (...) là où il n'y en avait pas » et les ont imposées à ces sociétés non occidentales. Par exemple, dans la société Yoruba, le genre n'était pas une catégorie structurante, mais est devenu un principe organisateur à la suite de son imposition par les Occidentaux, à commencer par les universitaires qui ont produit un savoir scientifique imprégné de leur système de genre occidental. Ainsi, les termes obinrin et okunrin ont été traduits par « femelle/femme » et « mâle/homme » alors que « les préfixes obin et okun spécifient une variété d'anatomie ». À l'inverse, les Occidentaux ont défini les obinrin comme des femmes, c'est-à-dire comme des individus inférieurs aux hommes. Cette imposition genrée s'est traduite par une exclusion de la vie publique, de l'accès à la propriété et une subordination économique de ces personnes assignées à la catégorie « femme ». « Pour les femelles, la colonisation fut un double processus d'infériorisation raciale et de subordination de genre ». Lugones s'appuie ici sur les travaux de Oyéronké Oyewùmí. Le genre apparaît alors comme une « construction capitaliste, coloniale, Eurocentrée ».

#### Dans les sociétés autochtones d'Amérique
De nombreuses sociétés autochtones d'Amérique étaient, selon Paula Gunn Allen, des sociétés gynocratiques où la femme jouait un rôle central, en particulier au niveau spirituel : « la principale puissance dans l'univers était féminine [et] rien n'est sacré sans sa bénédiction, sa pensée ». Certaines sociétés avaient deux chefs : un chef interne (femelle), chargée des affaires domestiques et de l'harmonie, et un chef externe (mâle), chargé des relations avec l'extérieur. Ces rôles n'étaient pas fondés sur des différences biologiques, mais plutôt sur « [l']inclination et [le] tempérament » des individus.
La conquête coloniale et l'imposition du christianisme ont remplacé la figure féminine divine par une figure masculine (le Christ), en même temps que les institutions autochtones ont été abolies et les structures claniques remplacées par la famille nucléaire. Le patriarcat est ainsi imposé aux populations autochtones. Cela a ouvert la voie à « la décimation des populations par la famine, la maladie et la perturbation de toutes les structures sociales, spirituelles et économiques ».
Cette imposition du patriarcat s'est faite avec la collaboration d'hommes autochtones, cooptés par les Blancs colonisateurs. Certains hommes Cherokee ou Iroquois ont ainsi été éduqués en Angleterre et ont rédigé une constitution retirant tous leurs droits aux femmes, considérées comme de simples meubles alors qu'elles avaient auparavant droit de parole, de choisir avec qui se marier, de porter des armes et de faire la guerre et une voix dans les décisions publiques.

#### Hétérosexualité
L'hétérosexualité imprègne l'ensemble des rapports de genre coloniaux. Cette hétérosexualité a été naturalisée en la faisant reposer sur des différences biologiques. Pour Lugones, « cette hétérosexualité a été systématiquement perverse, violente, dégradante » et a été imposée de force aux populations colonisées, alors que l'homosexualité était acceptée et perçue positivement dans un grand nombre de sociétés autochtones d'Amérique.

### Intersectionnalité
Lugones s'appuie sur la théorie de l’intersectionnalité de Crenshaw  pour montrer que le croisement de la colonialité et du genre passe inaperçu car « les catégories choisissent toujours le « dominant » » (« femme » = « femelles bourgeoises blanches »; « noir » = « les mâles noirs ») de sorte que l’oppression d’une femme noire est invisibilisée.

## Enrichissements du concept
Par la suite, d'autres féministes développent les points laissés de côté par l'approche décoloniale et complexifient l'analyse de Lugones. Ainsi, Breny Mendoza, universitaire hondurienne, relie les concepts de race, de genre et de classe. Rita Segato, anthropologue argentine, nuance quant à elle l'idée d'une inexistence du patriarcat dans les cultures pré-coloniales. En effet, elle estime que le patriarcat existait à basse intensité à la période précolombienne et à haute intensité à l’après-Conquête.

## Ethnographie
Les Yan Daudu (Haoussa, nord du Nigéria) ont une expression de genre plutôt féminine et se considèrent comme des femmes (les rapports sexuels entre membre de ce groupe sont appelés kifi (lesbianisme),.

### Sources primaires
- (en) María Lugones, « Heterosexualism and the Colonial/ Modern Gender System », Hypatia, vol. 22, no 1,‎ 2007, p. 186–209 (lire en ligne)
- María Lugones, « La colonialité du genre », Les cahiers du CEDREF, no 23,‎ 2019 (DOI https://doi.org/10.4000/cedref.1196, lire en ligne)
- (en) María Lugones, « Toward a Decolonial Feminism », Hypatia, vol. 25, no 4,‎ 2010, p. 742-759 (lire en ligne)

#### Sources secondaires
- Breny Mendoza, « Épistémologie du Sud, colonialité de genre et féminisme latino-américain », Revue d’études décoloniales, vol. 3,‎ 2018 (lire en ligne)
- Breny Mendoza, « La question de la colonialité du genre », Les cahiers du CEDREF [En ligne],‎ 3 décembre 2019 (DOI https://doi.org/10.4000/cedref.1218, lire en ligne)
- Luisina Bolla, « Genre, sexe et théorie décoloniale : débats autour du patriarcat et défis contemporains », Les cahiers du CEDREF [En ligne],‎ 3 décembre 2019 (DOI https://doi.org/10.4000/cedref.1244, lire en ligne)
- (en) G.W. Kleis et S.A Abdullahi, « Masculine Power and Gender Ambiguity in Urban Hause Society », African Urban Studies, no 16,‎ 1983, p. 39-53
- (en) Gregory G. Golich, « Crossdressing in context: dress, gender, transgender, and crossdressing », Transgender & Religion, vol. 4,‎ 2008, p. 379
- Charles Gueboguo, « L'homosexualité en Afrique : sens et variations d'hirer à nos jours », Socio-logos [En ligne], vol. 1,‎ 2006 (DOI https://doi.org/10.4000/socio-logos.37, lire en ligne)
- (en) Gilbert Herdt, Third Sex, Third Gender: Beyond Sexual Dimorphism in Culture and History, New-York, Zone Books, 1993 (lire en ligne)
- Claude Bourguignon Rougier (dir.), « Colonialité de genre », dans Un dictionnaire décolonial, Québec, Éditions science et bien commun (lire en ligne)
- (es) Rita Segato (dir.), « Género y colonialidad : en busca de claves de lectura y de un vocabulario estratégico descolonial », dans Feminismos Y Poscolonialidad : descolonizando el feminismo desde y en America latina, Buenos Aires, Ediciones Godot, 2011
- (en) Rudolf P. Gaudio (dir.), « Male Lesbians and Other Queer Notions in Hausa », dans Boy‐Wives and Female Husbands: Studies of African Homosexualities, New York, St. Martin’s Press, 1998, 358 p. (ISBN 0312238290), p. 115-128
- (en) James H. Sweet, Recreating Africa: Culture, Kinship, and Religion in the African-Portugese World 1441-1770, UNC Press, 2003, 320 p. (ISBN 978-0-8078-5482-2 et 978-0-8078-6234-6)
- Seth Thomas Palmer, In the Image of a Woman: Spirited Identifications and Embodied Interpellations Along the Betsiboka Valley
- (en) Maarit Sinikangas, Yan Daudu, A Study of Transgendering Men in Hausalnd West Africa, Université d'Uppsala, 2004 (lire en ligne)